# 进食障碍
进食障碍（英語：Eating Disorder，或稱飲食失調症），ICD-11全称作喂食或进食障碍（feeding or eating disorders），是一类精神障碍，它指的是會影響當事人的生理與心理的異常進食習慣。進食障礙包括短時間大量進食的「狂食症」；吃得太少導致體重偏輕的「厭食症」；大量進食後再想辦法吐出來的暴食症；會去吃非食物物品的「異食癖」，以及會將食物吐出再食入的反芻症候群。肥胖症本身並不是一種進食障礙。
進食障礙的成因並不明朗，遺傳與環境因子都可能有影響。患者所處文化對纖瘦體態的追求也可能會催生進食障礙，舉例而言，有約12%的舞者患有此症。性虐待的受害者也比較容易患有進食障礙。異食癖與反芻疾候群則較常在智能障礙患者上看到。在同一時間，一個人只會被診斷出一種進食障礙。
治療對許多進食障礙都有可能有效，方式包含諮商、適切的飲食，和對催吐行為的控制，偶爾也需要住院治療。藥物可以用來控制一些進食障礙的伴隨症狀。在發病五年後，大約70%的厭食症患者會康復，而狂食症患者也有50%會在五年後復原。暴食症患者的復原情形較不確定，估計在20%到60%之間。患有厭食症或狂食症都會增加死亡風險。
在发达国家，每年有1.6%的女性及0.8%的男性患上暴食症。有0.4%的年輕女性會患上厭食症，另外1.3%則患上狂食症。在女性的一生中，得到厭食症的機會是4%，狂食症與暴食症都是2%。厭食症與狂食症在女性身上較為常見，發病率約為男性的十倍，發病的時間點大多是在童年晚期或是剛成年時。其他的進食障礙的發生率較不明朗。相對於已開發國家，发展中国家的進食障礙盛行率似乎較低。

## 主要症状
进食障碍可能包括的主要症状：
- 暴食、贪食（吃得太多）
- 厌食（吃得太少）
- 进食后呕吐、服用泻药或反刍
- 异食（吃不是食品的东西）
- 对特定食品的恐惧症有时也被归为进食障碍

生理上，厌食、异食类症状可导致患者营养不良，甚至死亡。长期故意呕吐或使用泻药会损害口腔或消化道。
不少进食障碍者同时患有忧郁症、焦虑症等精神疾病。

## 病症类型
目前被区分出来的进食障碍疾病包括：
- 神经性厌食症
- 神经性贪食症
- 异食癖
- 不典型进食障碍

## 參看
- 《吃不由己》
- 查尔斯·多默里